# Massahuwelijk in Nagorno-Karabach 2008
Het Massahuwelijk in Nagorno-Karabach 2008 was een evenement waarbij 650 stellen in de hoofdstad Stepanakert van Nagorno-Karabach samen in huwelijk traden. 
Het evenement werd georganiseerd door de Karabach-Armeense miljonair Levon Hairapetjan met het doel bevolkingsgroei in het gebied te stimuleren. Het groots georganiseerde bruiloft vond plaats in het stadion van Stepanakert. De kerkelijke ceremonie vond plaats in de kathedraal van Sjoesja en in de kathedraal van het Gandzasarklooster.